# Сосулька (узел)

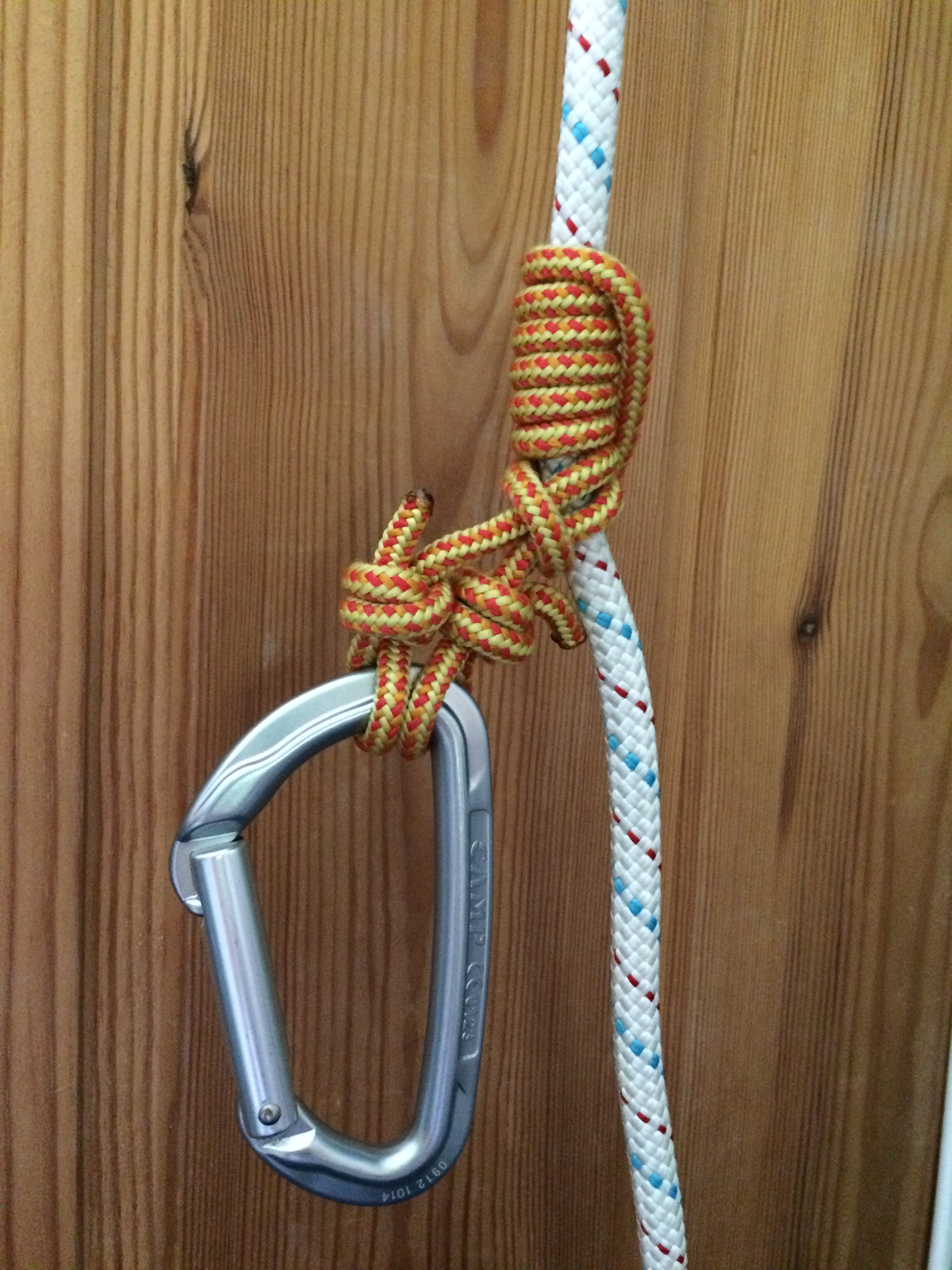

Сосу́лька — схватывающий узел, который хорошо схватывает гладкую поверхность. Используют для привязывания верёвки ко гладкому столбу. Хорошо держит при постоянной и переменной нагрузках. Развязывается быстро. Впервые был представлен Джоном Смитом в 1990-м году на конгрессе международной гильдии узловязов.